# Водосбор голубой
Водосбо́р голубо́й, или Аквиле́гия голуба́я (лат. Aquilegia caerulea) — вид многолетних травянистых растений семейства Лютиковые (Ranunculaceae).

## Природныеразновидности
По данным Germplasm Resources Information Network:
- Aquilegia coerulea var. alpina
- Aquilegia coerulea var. coerulea
- Aquilegia coerulea var. ochroleuca
- Aquilegia coerulea var. pinetorum

Разновидности без шпор:
- Aquilegia coerulea var. daileyae — штат Колорадо (район Estes Park, Rocky Mountain National Park)
- Aquilegia coerulea var. ochroleuca — штат Юта (Wasatch Plateau) на высоте 3260 метров над уровнем моря; цветки белые с оранжево-желтыми тычинками; вариация устойчива в культуре.

## Экология и распространение
Леса и луга от предгорий до субальпийского пояса гор запада США, от Монтаны и Айдахо до Калифорнии и Нью-Мексико на высотах до 3550 метров над уровнем моря. Цветение начинается в мае. Продолжительность цветения — 25—30 дней. Опыляется бражниками и пчелами.

## Ботаническое описание
Растение высотой 60—70 см, стебли вверху ветвистые, образуют раскидистый куст 40—50 см в поперечнике.
Листья крупные, сизо-зелёные, дважды тройчатые.
Цветки до 6 см в диаметре, одиночные или полумахровые, чашелистики заострённые, нежно-голубовато-сиреневые, лепестки белые, шпорец до 5 см длиной, прямой, тонкий, бледно-сиреневый.

## В культуре

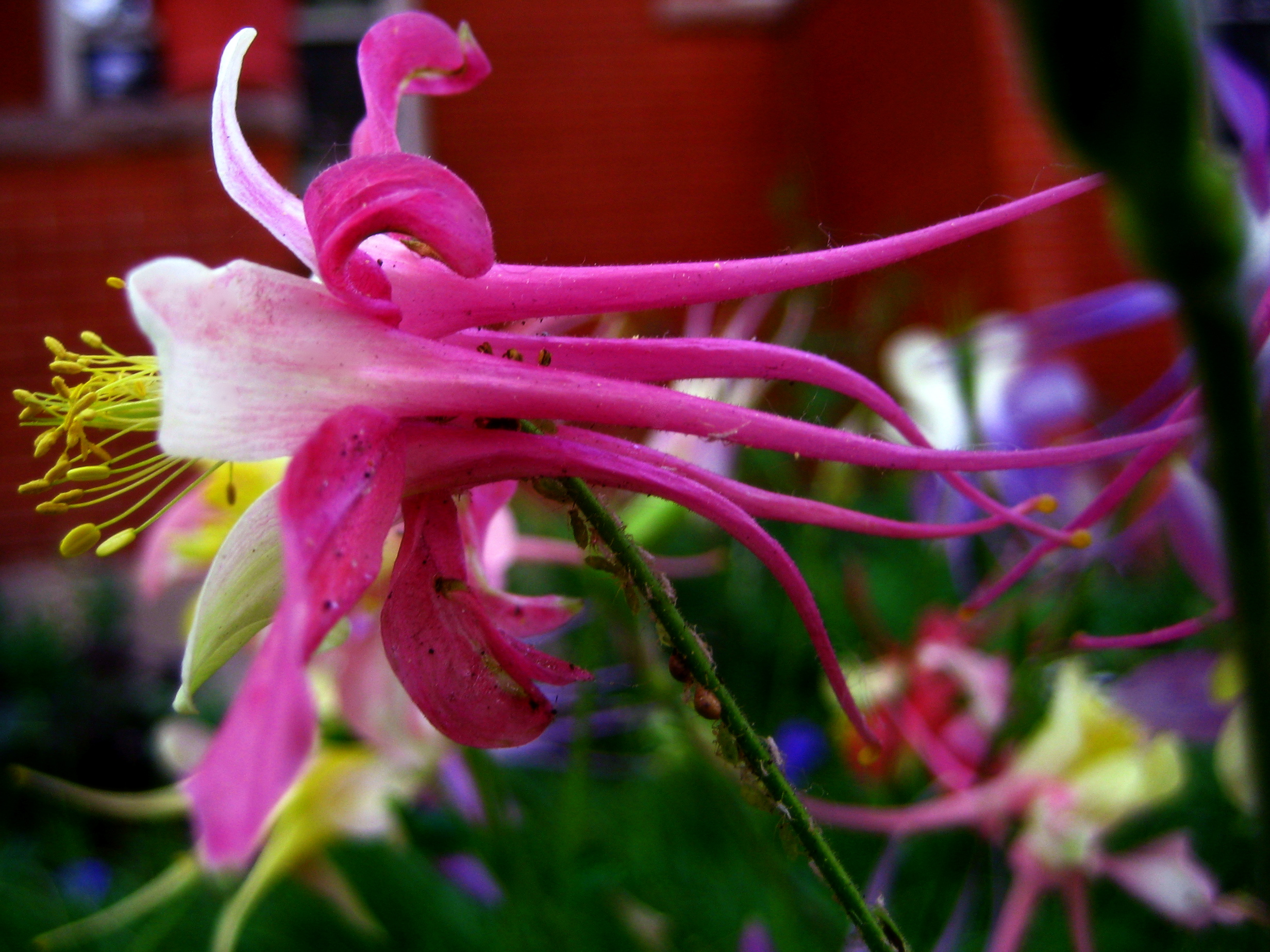

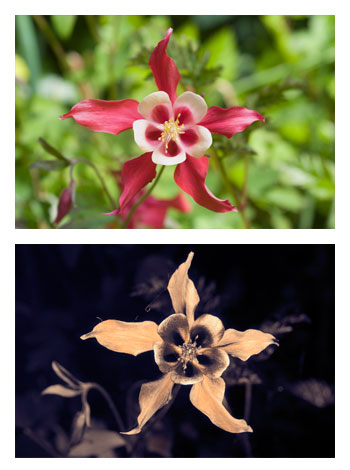
Цветок при обычном и УФ-освещении (внизу)

Применяется для рабаток, альпинариев и миксбордеров. Используется для срезки, в засушенном виде для сухих цветочных композиций и панно. Предпочитает песчано-глинистые и глинистые почвы. Светолюбиво, но нормально развивается и в полутени.
Сорта:
- Aquilegia caerulea 'Alba' и Aquilegia caerulea 'Candidissima' — цветки чисто-белые.
- Aquilegia caerulea 'Citrina' — цветки лимонно-жёлтые.
- Aquilegia caerulea 'Сuprеа' — цветки медно-красные.
- Aquilegia caerulea 'Rosea' — цветки красные, часто махровые.
- Сортовая группа Aquilegia caerulea Origami. Куст высотой 50—55 см. Цветки 7—8 см, белые, синие-, красно-, розово-белые, жёлтые.
- Сортовая группа Aquilegia caerulea Music F1. Куст высотой 100—110 см. Цветки 9—10 см в диаметре, белые, жёлтые, красно-желтые, красно-, розово-белые, бело-голубые. Используется для заднего плана миксбордера[2].